# Калита (Червенский район)
Калита (бел. Калiта) — деревня в Червенском районе Минской области. Входит в состав Колодежского сельсовета.

## Географическое положение
Находится примерно в 18 км к северо-востоку от райцентра, в 80 км от Минска.

## История
По данным Переписи населения Российской империи 1897 года околица, входившая в состав Игуменского уезда Минской губернии, где было 16 дворов, проживали 115 человек. На начало XX века деревня, насчитывавшая 20 дворов и 154 жителя. На 1917 год упоминается как урочище, там было 18 дворов, жил 131 человек. С февраля по декабрь 1918 года деревня была оккупирована немцами, с августа 1919 по июль 1920 — поляками. 20 августа 1924 года вошла в состав вновь образованного Домовицкого сельсовета Червенского района Минского округа (с 20 февраля 1938 — Минской области). Согласно переписи населения СССР 1926 года в деревне насчитывалось 22 дома, проживали 124 человека. Во время Великой Отечественной войны деревня была оккупирована немецко-фашистскими захватчиками в начале июля 1941 года. В местных лесах развернула активную деятельность партизанская бригада «Разгром». 15 жителей деревни не вернулись с фронта. Освобождена в начале июля 1944 года. На 1960 год входила в Рованичский сельсовет, здесь жили 79 человек. Вскоре передана в Колодежский сельсовет. На 1997 год здесь насчитывалось 9 домов, проживали 10 человек. На 2013 год в деревне был официально зарегистрирован один постоянный житель, при этом, круглогодично проживали ещё как минимум два человека. На тот момент деревня обслуживалась автолавкой.

## Известные жители
- Качан, Александр Дмитриевич — подполковник космических войск, начальник научно-исследовательского отдела космодрома «Байконур» (1974—1995), после окончания службы вместе с супругой переехал в Калиту, на родину матери, где проживал по состоянию на 2013 год[3][4].

## Население
- 1897 — 16 дворов, 115 жителей
- начало XX века — 20 дворов, 154 жителя
- 1917 — 18 дворов, 131 житель
- 1926 — 22 двора, 124 жителя
- 1960 — 79 жителей
- 1997 — 9 дворов, 10 жителей
- 2013 — 1 двор, 1 житель